# Bienenrecht
Unter Bienenrecht versteht man die Gesamtheit der rechtlichen Bestimmungen, die die Rechtsverhältnisse der Bienenhaltung regeln. Dabei kann man das Bienenrecht grob unterteilen in das Bienenprivatrecht (Nachbarrecht, Haftungsfragen, Schwarmrecht) und das öffentliche Bienenrecht (baurechtliche Zulässigkeit der Bienenhaltung, Lebensmittelrecht, Tierseuchenrecht).

## Geschichte
Schon die Institutionen aus dem Corpus Iuris Civilis von 533 enthalten bienenrechtliche Bestimmungen, welche denen des BGB ähnlich sind: examen, quod ex alveo tuo evolaverit, eo usque tuum esse intellegitur, donec in conspectu tuo est nec difficilis eius persecutio est: alioquin occupantis fit., deutsch: Der Bienenschwarm, der aus deinem Stock auszieht, wird solange als dein Eigentum angesehen, wie er in deinem Blickfeld bleibt und nicht schwer zu verfolgen ist. Andernfalls wird er Eigentum dessen, der ihn sich als nächster aneignet (Inst. 2.1.14).
Im frühen Mittelalter gab es schwere Strafen für den Diebstahl von Bienen und Honig. Die ältesten überlieferten Bienengesetze stammen aus der Lex Salica, dem Salischen Gesetz aus dem Jahr 510. Im Jahr 643 verankerten die Westgoten den Wildbienenfang im Gesetzbuch Lex Romana Visigothorum und führten bereits eine Haftpflicht bei Schäden durch Bienen ein. Eine Urkunde des Herzogs Odilo von Bayern belegt 748 erstmals die Zeidlerei.

## Deutschland

### Bienenprivatrecht

#### Nachbarrecht
Unter Nachbarrecht versteht man in erster Linie die privatrechtlichen Vorschriften, nach denen zu beurteilen ist, ob ein Imker auf einem Grundstück Bienen halten darf. Nachbarrecht im weiteren Sinne umfasst auch die öffentlich-rechtlichen Vorschriften, die Grundstücke und deren Nutzung betreffen. Dies ist dann eine Frage des öffentlichen Baurechts.
Der Eigentümer eines Grundstücks kann andere von jeder Einwirkung ausschließen, soweit nicht das Gesetz oder Rechte Dritter entgegenstehen (§ 903 Satz 1 BGB). Soweit der Eigentümer nicht zur Duldung verpflichtet ist, kann er von dem Verantwortlichen (dem so genannten Störer) die Beseitigung der Beeinträchtigung verlangen (§ 1004 Abs. 1 Satz 1, Abs. 2 BGB). Eine Duldungspflicht kann sich insbesondere aus § 906 BGB ergeben. Bienen sind im Gesetz zwar nicht erwähnt, werden aber trotz ihrer Körperlichkeit von der Rechtsprechung als „ähnliche Einwirkungen“ im Sinne des Gesetzes (Imponderabilien) angesehen. Der Nachbar hat Einwirkungen auf sein Grundstück, die vom Bienenflug ausgehen, immer ohne Weiteres zu dulden, wenn sie nur zu unwesentlichen Beeinträchtigungen führen (§ 906 Abs. 1 BGB). Für die Beurteilung der Wesentlichkeit kommt es nicht auf die persönlichen Umstände oder Empfindlichkeiten des Nachbarn an. Maßstab ist vielmehr das Empfinden eines verständigen und daher auch andere öffentliche oder private Belange (wie z. B. den Umwelt- oder Naturschutz) berücksichtigenden Durchschnittsmenschen als Benutzer des Grundstücks in seiner durch Natur, Gestaltung und Zweckbestimmung geprägten konkreten Beschaffenheit. Auch die Rasse der gehaltenen Bienen ist bedeutsam. Die Sanftmut der Rassen Carnica und Buckfast im Vergleich zur dunklen europäischen Biene (Nigra) ist durch die Rechtsprechung anerkannt. Handelt es sich um eine wesentliche Beeinträchtigung, muss weiter differenziert werden: Zunächst ist danach zu unterscheiden, ob die Bienenhaltung eine ortsübliche Benutzung des imkerlichen Grundstücks darstellt oder nicht (§ 906 Abs. 2 Satz 1, 1. Halbsatz BGB). Als Vergleichsbezirk einer Ortsüblichkeit ist dabei vom ganzen Gemeindegebiet auszugehen. So stellt eine Imkerei mit 161 Bienenvölkern eine wesentliche Beeinträchtigung dar, die nicht nach § 906 Abs. 2 BGB zu dulden ist, wenn die ortsübliche Anzahl von Bienenvölkern in der Regel nur zwischen fünf und zehn Völkern liegt. Doch auch wenn die Bienenhaltung als ortsüblich anzusehen ist, hat der Imker wirtschaftlich zumutbare Maßnahmen zu ergreifen, um eine Beeinträchtigung seines Nachbarn zu verhindern (§ 906 Abs. 2 Satz 1, 2. Halbsatz BGB). Solche Maßnahmen können u. a. in der Errichtung einer Trennwand oder das Bepflanzen mit Büschen und Sträuchern liegen, um den Anflug der Bienen zu steuern.

#### Haftungsrecht
Nach § 833 Satz 1 BGB ist derjenige, der ein Tier hält, zum Schadensersatz verpflichtet, wenn durch das Tier ein Mensch verletzt oder eine Sache beschädigt wird. Wird ein Mensch verletzt, kann dieser außerdem ein Schmerzensgeld verlangen (vgl. § 253 Abs. 2 BGB). Die Haftung des Tierhalters ist als so genannte Gefährdungshaftung verschuldensunabhängig. Der Tierhalter haftet also auch, wenn ihm kein Vorwurf eines vorsätzlichen oder fahrlässigen Verhaltens trifft. Hintergrund dieser verschärften Haftung ist die Tatsache, dass er durch seine Tierhaltung aufgrund der Unberechenbarkeit tierischen Verhaltens eine Gefahr für fremde Rechtsgüter schafft. Tierhalter haften jedoch nicht für jeden Schaden, sondern nur für solche Schäden, die sich als Ausdruck einer „typischen spezifischen Tiergefahr“, also eines in der tierischen Natur begründeten, unberechenbaren, vom Tierhalter nicht völlig steuerbaren Verhaltens darstellen. Der Imker ist regelmäßig als Tierhalter seiner Bienenvölker anzusehen, denn er verfügt über die Bestimmungsmacht über die Bienen, kommt aus eigenem Interesse für die Kosten der Bienen auf, nimmt ihren allgemeinen Wert und Nutzen für sich in Anspruch und trägt schließlich das Risiko des Verlusts der Bienenvölker. Der Tierhalter ist nicht notwendigerweise deckungsgleich mit dem Eigentümer, wenngleich Eigentum ein starkes Indiz darstellt.
Durch eine baldige Gesetzesänderung nach dem Inkrafttreten des BGB im Jahr 1908 schuf der Gesetzgeber die Möglichkeit, sich der strengen Gefährdungshaftung zu entziehen, wenn der Tierhalter ein Haustier als Nutztier hält und der Tierhalter bei der Beaufsichtigung des Tieres die im Verkehr erforderliche Sorgfalt beachtet hat oder der Schaden auch bei der Anwendung dieser Sorgfalt entstanden wäre (§ 833 Satz 2 BGB). Obwohl Hobby-Imker von dieser Haftungserleichterung schon nicht erfasst wurden, weil sie ihre Bienen nicht zum Erwerb hielten, herrschte bald Streit über die Frage, ob Bienen als Haustiere im Sinne dieser Vorschrift galten. Das Reichsgericht lehnte jedoch die Einordnung der Biene als Haustier ab, „weil sie dem Haushalt zu fern ist und somit nicht derartig dem Einfluß unterliegt, wie dies bei Haustieren vorausgesetzt wird“.
Einer der spektakulärsten Haftungsfälle im Zusammenhang mit Bienen ereignete sich im Jahr 1936 auf einem Truppenübungsplatz in der Nähe von Hannover, bei dem das Pferdegespann eines Heeresfahrzeugs bei einer Übung gerade befehlsgemäß in Fliegerdeckung gegangen war, als es von einem Bienenschwarm aus einem nahe gelegenen Bienenstand überfallen wurde. „Drei Pferde verendeten am Unfallort, ein weiteres ging bald nach der Einlieferung im Krankenstall ein“. Die Geschirre der Pferde wurden teils beschädigt, teils völlig zerstört. „Außerdem erlitt ein Teil der Mannschaft nicht unerhebliche Verletzungen.“
Einen wegweisenden Fall hatte der Bundesgerichtshof (BGH) im Jahr 1992 zu entscheiden. Der Inhaber eines Gartenbaubetriebs hatte großflächig Schnittblumen im Freien angebaut, um sie später zu veräußern. Der beklagte Nachbar bewirtschaftete als Imker mehrere Bienenvölker, die die Blumenbestände anflogen und die Blüten befruchteten, so dass diese rasch verblühten und nicht mehr verkauft werden konnten. Der Kläger verlangte Schadensersatz in Höhe von 80.000 DM. Das Berufungsgericht hatte die Klage bereits mit der Begründung abgewiesen, beim Bestäuben der Blüten handele es sich um ein arttypisches Verhalten der Bienen und nicht um die Verwirklichung einer typischen Tiergefahr. Gleiches gilt für den Reinigungsflug der Bienen nach dem Winter, der als arttypisches Verhalten ebenfalls keine Haftung auslösen kann. Der BGH hat sich zu dieser Frage nicht geäußert, eine Haftung des Imkers indes aus anderen Gründen abgelehnt. Auch die Tierhalterhaftung erfordere nach Ansicht des BGH einen rechtswidrigen Eingriff in fremde Rechtsgüter. Da der Kläger die von ihm behauptete Einwirkung durch Bienen nicht als Eigentumsbeeinträchtigung abwehren könne, sei der beklagte Imker auch nicht zum Schadensersatz verpflichtet. Die Einwirkungen des Bienenflugs seien, soweit sie überhaupt als wesentlich anzusehen seien, jedenfalls ortsüblich und Maßnahmen zu ihrer Verhinderung dem Imker wirtschaftlich nicht zumutbar. Daher war der Eingriff nach Auffassung des BGH nach § 906 Abs. 1 bzw. Abs. 2 Satz 1 BGB gerechtfertigt und eine Haftung des Imkers abzulehnen.

#### Schwarmrecht
Das so genannte Schwarmrecht, das in den §§ 961-964 BGB geregelt ist, befasst sich mit dem Schwarm-Verfolgungsrecht des Imkers und beinhaltet Sonderregelungen des Eigentumsverlusts sowie des Aneignungsrechts hinsichtlich Bienenstöcken und Bienenschwärmen. Es wird in der Rechtslehre gemeinhin für den unbedeutendsten Regelungskreis des deutschen Privatrechts gehalten. Der Palandt und das Rechtsinformationssystem juris verzeichnen keine ergangene Gerichtsentscheidung zu diesem Bereich. Lediglich Schüßler führt drei Gerichtsentscheidungen zu diesem Bereich auf, die sämtlich Entscheidungen von Instanzgerichten in der Weimarer Republik betreffen. Grundsätzlich erfordert die Aufgabe des Eigentums die Absicht des Eigentümers, auf sein Eigentum zu verzichten (vgl. § 959 BGB). Angelehnt an den Eigentumsverlust wilder Tiere (vgl. dazu § 960 Abs. 2 BGB) verliert der Imker das Eigentum an einem ausziehenden Bienenschwarm nur dann, wenn er nicht unverzüglich (vgl. § 121 BGB) die Verfolgung aufnimmt oder er diese aufgibt (§ 961 BGB). In diesem Fall wird der Bienenschwarm herrenlos mit der Folge, dass jedermann ihn sich aneignen kann. Um dies zu verhindern, gibt das BGB dem Imker weitgehende Sonderbefugnisse bei der Verfolgung seiner Schwärme, die über die üblichen Selbsthilferechte des BGB (vgl. etwa §§ 229, 867 und 1005 BGB) hinausgehen. So darf der Imker bei der Verfolgung fremde Grundstücke betreten (§ 962 Satz 1 BGB). Dies stellt für den Imker einen Rechtfertigungsgrund dar, so dass er sich nicht wegen eines Hausfriedensbruchs (§ 123 Abs. 1 StGB) strafbar macht. Er handelt nämlich in diesem Fall nicht widerrechtlich. Ist der verfolgte Schwarm bereits in eine fremde nicht besetzte Bienenbeute eingezogen, so darf der Imker zum Einfangen des Schwarms die Bienenbeute öffnen und die betroffenen Waben herausnehmen oder herausbrechen (§ 962 Satz 2 BGB). Er hat dabei den entstehenden Schaden (herausgenommene Waben, abgebrochene Äste o. Ä.) zu ersetzen (§ 962 Satz 3 BGB). Haben sich mehrere ausgezogene Schwärme bereits vereinigt, stellt sich die Frage, wer nun Eigentümer des vereinigten Schwarms geworden ist. Grundsätzlich bemisst sich der Anteil am Miteigentum nach dem Verhältnis des Wertes, den die Sachen zur Zeit der Vermischung haben (vgl. § 948 i. V. m. § 947 BGB). Dies würde bedeuten, dass man den jeweiligen Wert der Schwärme, also letztlich die genaue Anzahl der Bienen im Schwarm, bestimmen müsste und stellt die beteiligten Imker vor unnötige Beweisprobleme. Stattdessen berechnen sich die Miteigentumsanteile nach der Anzahl der verfolgten Schwärme (§ 963 BGB). Verfolgt nur ein Imker seinen Schwarm, wird er alleiniger Eigentümer aller mit seinem Schwarm vereinigten (herrenlosen) Schwärme. Anders ist die Rechtslage jedoch, wenn der verfolgte Schwarm in eine fremde benutzte Bienenbeute einzieht. In diesem Fall wird der Eigentümer der Bienenbeute auch Eigentümer des Schwarms; das Eigentum und alle sonstigen Rechte an dem eingezogenen Schwarm erlöschen (§ 964 BGB). Der bisherige Eigentümer des verfolgten Schwarms kann keine Entschädigung verlangen. Dieser Fall dürfte allerdings so gut wie nie vorkommen, da ein Schwarm üblicherweise erst gar nicht von den Wächterbienen in die besetzte Bienenbeute hineingelassen wird.

### Öffentliches Bienenrecht
Das öffentliche Bienenrecht befasst sich mit den Rechtsbeziehungen zwischen Imkern und dem Staat. Darunter fallen unter anderem Fragen, an welchen Standorten in welchem Maße Bienen gehalten werden dürfen (öffentliches Baurecht), welche Schutzmaßnahmen gegen Bienenseuchen angeordnet werden dürfen (Tierseuchenrecht) und welche Anforderungen der Imker erfüllen muss, um den gewonnenen Honig als Lebensmittel in den Verkehr bringen zu dürfen (Lebensmittelrecht). Daneben bestehen weitere Regelungen, die vorwiegend Berufs- bzw. Nebenerwerbsimker betreffen, wie beispielsweise steuerrechtliche Fragen oder die sozialrechtliche Stellung des (Berufs-)Imkers als Landwirt (Alterssicherung, Berufsgenossenschaft).

#### Öffentliches Baurecht
Rechtsquellen des öffentlichen Baurechts sind neben dem Baugesetzbuch (BauGB) und der Baunutzungsverordnung (BauNVO) die Bauordnungen der Länder. Zuständige Behörde für Bauanträge, aber auch für Ordnungsmaßnahmen ist die Bauaufsichtsbehörde, die nicht mit dem Bauamt verwechselt werden darf. Räumlich unterscheidet man den sog. Innenbereich, also die im Zusammenhang bebauten Ortsteile, vom sog. Außenbereich, der im Wesentlichen aus der freien Landschaft außerhalb der Ortschaften besteht. Oft ist die zulässige Nutzung im Innenbereich durch einen Bebauungsplan der Gemeinde geregelt, der etwa ein Dorfgebiet oder ein Wohngebiet festsetzen kann.
Widerspricht eine bauliche Anlage dem öffentlichen Baurecht, kann die Bauaufsichtsbehörde anordnen, die betreffende Anlage zu entfernen (sogenannte Beseitigungsverfügung). Als bauliche Anlage gilt nicht nur ein Bienenhaus oder ein Bienenwagen, sondern bereits eine einzelne Bienenbeute. Es kommt nicht darauf an, ob die Anlage von einer oder zwei Personen weggetragen werden kann. Entscheidend ist, dass es sich um ein aus Baustoffen geschaffenes Gebilde handelt, das schon wegen seines Gewichts geeignet (und zum Schutze der Bienenvölker auch dazu bestimmt) ist, auf Dauer aufrecht auf dem Erdboden zu stehen.
Im Außenbereich ist ein Bauvorhaben nur zulässig, wenn öffentliche Belange nicht entgegenstehen, die ausreichende Erschließung gesichert ist und wenn es einem Privilegierungstatbestand unterfällt. Dies ist beispielsweise der Fall, wenn das Vorhaben einem landwirtschaftlichen Betrieb dient (§ 35 Abs. 1 Nr. 1 BauGB). Nach § 201 BauGB gilt jedoch nur die berufsmäßige Imkerei als Landwirtschaft im Sinne des BauGB. Eine berufsmäßige Imkerei liegt dann vor, wenn die Absicht ständiger Gewinnerzielung erkennbar im Vordergrund steht, die Betätigung in gesicherter Weise auf Dauer angelegt ist und Erträge abwirft, die bei einer nebenberuflichen Ausübung neben den Einkünften aus dem Hauptberuf noch ein gewisses Eigengewicht haben. Eine berufsmäßige Ausübung der Imkerei wird daher erst ab einem Bestand von circa 30 Bienenvölkern angenommen. Ein Garant für eine baurechtliche Zulässigkeit ist ein Bestand von mehr als 30 Bienenvölkern jedoch nicht. So entschied das Bundesverwaltungsgericht (BVerwG) im Fall einer nebenberuflich betriebenen Imkerei mit 120 Bienenvölkern, dass ein geplantes Wohnhaus für den Imker und seine Familie nicht dem „landwirtschaftlichen Betrieb“ diene; es sei daher nicht zulässig. Das Verwaltungsgericht Freiburg (VG) hatte zu entscheiden, ob die Errichtung eines Bienenhauses mitsamt Geräteschuppen in einem Vogelschutzgebiet zulässig ist. Das VG Freiburg verneinte dies, da dem Vorhaben die Belange des Naturschutzes (§ 35 Abs. 3 Satz 1 Nr. 5 BauGB) entgegenstünden. Es sei nämlich nicht auszuschließen, dass das Bienenhaus (nicht hingegen einzelne Bienenbeuten) erhebliche Beeinträchtigungen für das Vogelschutzgebiet bewirken werde. Die Klägerin habe auch keinen Anspruch, dass die Naturschutzbehörde ihre Zustimmung erklärt. Denn die Errichtung des Bienenhauses liefe dem Schutzzweck des Vogelschutzgebiets zuwider. Einen ähnlichen Fall hatte der Bayerische Verwaltungsgerichtshof (BayVGH) zu entscheiden. Dieser lehnte die Errichtung von zwei Bienenhäusern in einem Naturschutzgebiet ab. Da die Belange des Naturschutzes entgegenstünden, sei das Vorhaben zwingend unzulässig. Auf die vom Kläger angeführten Vorteile der Errichtung von Bienenhäusern für die Bienenpopulation käme es laut BayVGH nicht mehr an. Unzulässig sind nach der Rechtsprechung ferner die Erweiterung einer Imkerei durch Anbau eines Aufenthaltsraums mit Kochgelegenheit und Sanitärräumen sowie der Bau einer Toilettenanlage.
Als zunehmender Trend der letzten Jahre gilt insbesondere das Imkern in der Stadt. Damit einher gehen Nutzungskonflikte in Wohngebieten. Im Gegensatz zur Imkerei im Außenbereich ist hierzu kaum Rechtsprechung vorhanden. Die Gerichte betonen aber, dass es für die Beurteilung der baurechtlichen Zulässigkeit im Innenbereich entscheidend auf die konkreten Umstände des Einzelfalls, also die konkrete Bebauung und nicht zuletzt den Umfang der Bienenhaltung ankomme. Die Annahme, die Imkerei sei mit heutigen Wohngewohnheiten unvereinbar, hat der Verwaltungsgerichtshof Mannheim nicht mittragen wollen. Ängstlichkeit vor dem Stich einer Biene müsse außerdem bei der Frage des Gebots der Rücksichtnahme als rein subjektiv außer Betracht bleiben. Bienenstände im Innenbereich gelten als untergeordnete Nebenanlagen im Sinne des § 14 Abs. 1 BauNVO. Sie sind daher baurechtlich zulässig, sofern sie der Eigenart des Baugebiets nicht widersprechen. Im Jahr 2005 hatte das Niedersächsische Oberverwaltungsgericht (Nds. OVG) zu entscheiden, ob ein Bienenwagen mit sechs Bienenvölkern auf einer Länge von 2,4 Metern in einem allgemeinen Wohngebiet zulässig ist. Gegen die anfangs nur zwei Bienenvölker bestanden seitens der Bauaufsichtsbehörde keine Bedenken. Aufgrund von Nachbarbeschwerden ordnete die Bauaufsichtsbehörde später jedoch gegenüber dem Imker an, die auf seinem Grundstück gehaltene Zahl der Bienenvölker (wieder) auf zwei zu reduzieren. Nachdem die Klage des Imkers vor dem Verwaltungsgericht ohne Erfolg geblieben war, legte er Berufung ein. Das Nds. OVG entschied, dass eine Häufung von mehr als zwei Bienenvölkern gegen die Eigenart eines allgemeinen Wohngebiets verstoße, die baurechtliche Zulässigkeit aber weiter eine Frage des konkreten Einzelfalls bleibe.

#### Tierseuchenrecht
Wegen ihrer wirtschaftlichen Bedeutung gelten für Bienen in Deutschland eigene tierseuchenrechtliche Vorschriften in Gestalt der Bienenseuchen-Verordnung (BienSeuchV). Damit soll die Ausbreitung von Krankheiten und Parasiten wie Amerikanischer Faulbrut, dem Kleinen Beutenkäfer und Befall mit verschiedenen Milben wie Acarapiose, Varroose (früher: Varroatose) und Tropilaelapsose vermieden werden. Um eine entsprechende Überwachung zu ermöglichen, ist der Imker verpflichtet, den Beginn der Bienenhaltung der zuständigen Behörde (Veterinäramt) unter Angabe der Anzahl der Bienenvölker und ihres Standortes anzuzeigen (§ 1a BienSeuchV). Die zuständige Behörde erfasst die angezeigten Bienenhaltungen unter Erteilung einer Registernummer. Werden Bienenvölker an einen anderen Ort verbracht, ist der dort zuständigen Behörde unverzüglich eine Gesundheitsbescheinigung des für den Herkunftsort zuständigen Amtstierarztes vorzulegen (§ 5 Abs. 1 BienSeuchV). Aus der Bescheinigung muss hervorgehen, dass die Bienen als frei von Amerikanischer Faulbrut befunden worden sind und der Herkunftsort der Bienen nicht in einem Faulbrut-Sperrbezirk liegt. Eine Bescheinigung ist allerdings einschränkend nur dann vorzulegen, wenn mit dem Ortswechsel auch ein Wechsel in den Zuständigkeitsbereich einer anderen für die Überwachung der Bienenhaltung zuständigen Behörde verbunden ist. Dies dürfte hingegen bei einem Ortswechsel innerhalb eines Landkreises beziehungsweise einer kreisfreien Stadt allgemein nicht der Fall sein. Der Besitzer von Bienenvölkern, die nur vorübergehend an einen anderen Ort verbracht werden (sogenannte Bienenwanderung), hat an dem Bienenstand ein Schild mit seinem Namen und seiner Anschrift sowie der Zahl der Bienenvölker in deutlicher und haltbarer Schrift gut sichtbar anzubringen (§ 5a BienSeuchV).
Bei Anzeichen, die den Ausbruch einer anzeigepflichtigen Tierseuche befürchten lassen, hat der Imker dies unverzüglich der zuständigen Behörde unter Angabe seines Namens und seiner Anschrift sowie des Standortes und der Haltungsform der betroffenen Tiere unter Angabe der jeweiligen Tierzahl anzuzeigen (§ 4 Abs. 1 TierGesG). Ist zu befürchten, dass sich die Amerikanische Faulbrut, die Acariose (Milbenseuche), die Varroose, der Kleine Beutenkäfer oder die Tropilaelaps-Milbe ausgebreitet hat oder ausbreitet, kann die zuständige Behörde eine amtliche Untersuchung aller Bienenvölker des verdächtigen Gebietes anordnen (§ 3 BienSeuchV). Der Imker ist verpflichtet, zur Durchführung von Untersuchungen die erforderliche Hilfe zu leisten (§ 4 BienSeuchV).
Ist ein Bienenstand mit Varroamilben befallen, so hat der Imker alle Bienenvölker des Bienenstandes jährlich gegen Varroose zu behandeln (§ 15 Abs. 1 BienSeuchV). Gleiches gilt für einen Befall mit der Tracheenmilbe (§ 14 Abs. 1 BienSeuchV). Bei anderen Bienenseuchen sind weitergehende Schutzmaßnahmen angezeigt. Im Folgenden werden diese anhand eines Befalls mit Amerikanischer Faulbrut erläutert: Nach amtlicher Feststellung der Tierseuche unterliegt der betroffene Bienenstand der Sperre (§ 8 BienSeuchV). Die Behörde ordnet die Tötung der seuchenkranken Bienenvölker an (§ 9 Abs. 1 BienSeuchV). Sie kann hiervon absehen und die Behandlung durch ein Kunstschwarmverfahren zulassen, wenn nach dem Gutachten des Amtstierarztes dadurch die Tilgung der Seuche zu erwarten ist. Die Behörde erklärt das Gebiet in einem Umkreis von mindestens einem Kilometer um den Bienenstand zum Sperrbezirk (§ 10 Abs. 1 BienSeuchV). Dies hat mehrere einschneidende Konsequenzen: Alle Bienenvölker und Bienenstände im Sperrbezirk sind unverzüglich auf Amerikanische Faulbrut amtstierärztlich zu untersuchen, bewegliche Bienenstände dürfen von ihrem Standort nicht entfernt werden, Bienenvölker oder Bienen dürfen nicht in den Sperrbezirk verbracht werden (§ 11 Abs. 1 BienSeuchV). Honig, der nicht zur Verfütterung an Bienen bestimmt ist, darf allerdings entfernt werden (§ 11 Abs. 2 BienSeuchV). Die angeordneten Schutzmaßnahmen sind aufzuheben, sobald die Amerikanische Faulbrut erloschen ist (§ 12 Abs. 1 BienSeuchV). Die Amerikanische Faulbrut im Bienenstand gilt als erloschen, wenn alle Bienenvölker des verseuchten Bienenstandes verendet oder getötet und unschädlich beseitigt worden sind oder unter amtlicher Überwachung eine Entseuchung der betroffenen Bienenstände durchgeführt wurde und die Nachuntersuchung (vgl. § 9 Abs. 2 BienSeuchV) einen negativen Befund ergeben hat (§ 12 Abs. 2 BienSeuchV).
Neben Sperrbezirken bei Bienenseuchen gibt es auch spezielle Schutzbezirke zur Bienenzucht. So regeln Landesgesetze zur Förderung der Bienenzucht die Ausweisung von Schutzbezirken für die Befruchtung von Bienenköniginnen.
Die Länder haben auf der Grundlage des Tiergesundheitsgesetzes zum Ausgleich der finanziellen Einbußen durch Tierseuchen sogenannte Tierseuchenkassen errichtet. Der Höchstsatz der Entschädigung für Verluste im Zusammenhang mit Bienenseuchen beträgt 200 Euro je Bienenvolk (vgl. § 16 Abs. 1 Satz 2 TierGesG). Nach § 20 Abs. 2 TierGesG können von den Tierseuchenkassen für Bienen grundsätzlich Beiträge erhoben werden. Die Länder können jedoch von der Erhebung von Beiträgen absehen, wenn diese zu einer unzumutbaren Belastung der Imker führen würde oder hierfür aufgrund der Tierseuchensituation kein Bedarf besteht. Bis auf Mecklenburg-Vorpommern, Nordrhein-Westfalen, Sachsen, Sachsen-Anhalt und Thüringen haben sämtliche Länder von der Beitragsfreiheit für Imker Gebrauch gemacht (Stand: Beitragsjahr 2015). In den genannten Ländern beträgt die Beitragshöhe zwischen 0,70 Euro (Sachsen) und 1,50 Euro (Mecklenburg-Vorpommern) je Volk. Der Mindestbeitrag schwankt zwischen 5 Euro (Mecklenburg-Vorpommern) und 10 Euro (Nordrhein-Westfalen).

#### Lebensmittelrecht
Die wichtigste Rechtsquelle des Lebensmittelrechts für den Imker ist die Honigverordnung (HonigV). Sie regelt, welche Beschaffenheit Honig aufweisen muss (§ 2 HonigV i. V. m. Anlage 2) und welche Honigarten (Blütenhonig, Wabenhonig etc.) als Verkehrsbezeichnung zulässig sind (§ 3 Abs. 1 HonigV i. V. m. Anlage 1). Außerdem muss das Herkunftsland des Honigs angegeben werden (zum Beispiel „Mischung von Honig aus EU-Ländern und Nicht-EU-Ländern“). Honig dürfen keine anderen Stoffe zugefügt werden. Soweit möglich muss er frei von organischen und anorganischen honigfremden Stoffen sein und darf mit Ausnahme von Backhonig keinen fremden Geschmack oder Geruch aufweisen, nicht in Gärung übergegangen oder gegoren sein. Honig im Sinne der Honigverordnung muss darüber hinaus spezifische Anforderungen an seine Beschaffenheit erfüllen, wie beispielsweise hinsichtlich seines Zucker- und Wassergehalts, seiner elektrischen Leitfähigkeit oder des HMF-Gehalts, der ein wichtiger Indikator für die Frische des Honigs ist.
Neben der Honigverordnung muss der Imker die allgemeinen lebensmittelrechtlichen Bestimmungen einhalten. Nach der Lebensmittelhygiene-Verordnung (LMHV) hat der Imker während der Verarbeitung des Honigs (Entdeckelung der Waben, Schleudern etc.) zum Schutz des Verbrauchers präventive Schutzmaßnahmen zur Lebensmittelhygiene einzuhalten (sog. HACCP-Konzept). Die dazu erforderlichen Fachkenntnisse (vgl. § 4 Abs. 1 Satz 1 LMHV i. V. m. Anlage 1) erwirbt der Imker in der Regel durch spezielle Fortbildungslehrgänge der Imkervereine. Als Lebensmittel müssen die Honiggläser bestimmte Mindestanforderungen an die Kennzeichnung (§ 3 HonigV) erfüllen. Dazu zählen neben der Verkehrsbezeichnung „Honig“ auch die Angabe von Namen und Anschrift des Herstellers sowie eines Mindesthaltbarkeitsdatums. Die Anforderungen für die jeweilige Verkehrsbezeichnung werden unter anderem durch die Leitsätze für Honig spezifiziert und festgelegt. Diese definieren die allgemeine Verkehrsauffassung und sind vorrangige Auslegungshilfe für die Beantwortung der Frage, ob eine Irreführung im Sinne der Vorschriften des Lebensmittelrechts vorliegt (vgl. § 11 Abs. 2 Nr. 2 LFGB). Jedes Glas Honig muss außerdem mit einem Los versehen werden (vgl. § 1 LKV), um später die Rückverfolgbarkeit der jeweiligen Charge sicherzustellen. Wer die Qualitätsrichtlinien des Deutschen Imkerbunds (DIB) erfüllt, kann seinen Honig unter dem Warenzeichen des DIB und unter der Bezeichnung „Echter Deutscher Honig“ vermarkten.

#### Weitere Regelungen
Nach § 13 Abs. 1 Satz 2 PflSchG dürfen Pflanzenschutzmittel nicht angewandt werden, soweit der Anwender damit rechnen muss, dass ihre Anwendung im Einzelfall schädliche Auswirkungen unter anderem auf die Gesundheit von Mensch oder Tier hat. Diese allgemeinen Anforderungen an die Anwendung von Pflanzenschutzmitteln sind bezüglich des Bienenschutzes in der aufgrund des § 7 PflSchG a. F. erlassenen Bienenschutzverordnung konkretisiert worden. Für Bienen relevante Pflanzenschutzmittel sind in vier Kategorien eingestuft. Dabei bedeutet B1 bienengefährlich und B4 nicht bienengefährlich. Bienengefährliche Pflanzenschutzmittel dürfen nicht an blühenden Pflanzen oder anderen Pflanzen, die von Bienen beflogen werden (zum Beispiel wegen Honigtau), angewandt werden (§ 2 Abs. 1 BienSchV). Innerhalb eines Umkreises von 60 Metern um einen Bienenstand dürfen bienengefährliche Pflanzenschutzmittel innerhalb der Zeit des täglichen Bienenflugs nur mit Zustimmung des Imkers angewandt werden (§ 2 Abs. 3 BienSchV). Im Jahr 2013 hatte das Niedersächsische Oberverwaltungsgericht (Nds. OVG) über die Klage eines Landwirts zu entscheiden, dem eine Betriebsprämie gekürzt worden war, nachdem er wegen des hohen Läusebefalls auf seine Felder Tamaron, ein bienengefährliches Pflanzenschutzmittel, aufgebracht hatte. Später verendeten zahlreiche Bienenvölker in der Umgebung. Das Nds. OVG entschied, dass die Kürzung der Betriebsprämie rechtmäßig war, da der Landwirt bei der Anwendung des bienengefährlichen Pflanzenschutzmittels die erforderliche Sorgfalt außer Acht gelassen hatte. Für die Untersuchung von Bienen auf Schäden durch Pflanzenschutzmittel ist die Untersuchungsstelle für Bienenvergiftungen beim Julius Kühn-Institut in Braunschweig zuständig (§ 57 Abs. 2 Nr. 11 PflSchG). Auf Antrag wird eingesandtes Probenmaterial auf mögliche Schadensursachen getestet.
Trotz ihrer ökologischen wie ökonomischen Bedeutung der Honigbiene (Bestäubung zahlreicher Kulturpflanzen) gehört sie als domestizierte Form im Gegensatz zu den Wildbienen und den Hummeln nicht zu den besonders geschützten Arten nach der Bundesartenschutz-Verordnung. Die Honigbiene ist daher nicht von den besonderen Schutzvorschriften des Bundesnaturschutzgesetzes erfasst (vgl. § 44 Abs. 1 und 2 BNatSchG). Hintergrund ist, dass die Honigbiene nicht zu den gesetzlich geschützten „wildlebenden“ Tieren gezählt wird, weil sie in der Obhut der Imker steht und als Nutztier begriffen wird. Dies wurde verschiedentlich als „ein auffallender Mangel des geltenden Naturschutzrechts“ kritisiert.
Steuerrechtlich ist der Imker als Landwirt zu behandeln und zwar unabhängig, ob er die Imkerei berufsmäßig oder als Hobby ausübt. Die aus der Imkerei erwirtschafteten Gewinne zählen zu den Einkünften aus Land- und Forstwirtschaft (Anlage L zur Einkommensteuererklärung, vgl. § 2 Abs. 2 Satz 1 Nr. 1 EStG). Der Umfang der Steuerpflicht ergibt sich dabei aus der Anzahl der gehaltenen Bienenvölker (vgl. § 13a Abs. 6 EStG i. V. m. Nr. 2 der Anlage 1a). Werden weniger als 30 Bienenvölker bewirtschaftet, zählt die Imkerei einkommensteuerrechtlich als Liebhaberei; der (Hobby-)Imker ist nicht steuerpflichtig. Bei einer Zahl von 30 bis 70 Völkern wird ein pauschalierter Gewinn von 1.000 Euro angesetzt. Werden mehr als 70 Bienenvölker gehalten, muss der Imker seinen erzielten Gewinn durch eine Einnahmenüberschussrechnung ermitteln.
Will der Imker seine Produkte (Honig, Wachs etc.) auf Wochenmärkten anbieten, stellt sich die Frage, ob er das Gewerberecht beachten muss. Im Regelfall bedarf derjenige, der gewerbsmäßig außerhalb seiner gewerblichen Niederlassung oder ohne eine solche zu haben Waren feilbietet, der Erlaubnis (sog. Reisegewerbekarte, vgl. § 55 GewO). Solange der Imker allerdings nur selbstgewonnene Erzeugnisse seiner Imkerei vertreibt, ist er vom Erfordernis einer Reisegewerbekarte befreit (§ 55a Abs. 1 Nr. 2 GewO).
Jede gewerbsmäßige Imkerei muss Pflichtbeiträge in die landwirtschaftliche Berufsgenossenschaft zahlen. Ein Unternehmen der Imkerei gilt als nicht gewerbsmäßig betrieben, wenn nicht mehr als 25 Bienenvölker gehalten werden (§ 4 Abs. 2 Nr. 2 Satz 2 SGB VII). Die Versicherungspflicht in der landwirtschaftlichen Alters- und Krankenkasse besteht für alle Landwirte, deren Unternehmen die gesetzliche Mindestgröße erreicht. Unternehmer ist, wer seine berufliche Tätigkeit selbstständig ausübt (§§ 1 Abs. 2 Satz 2 ALG, 2 Abs. 3 Satz 1 KVLG). Darunter fallen also ‒ im Gegensatz zur landwirtschaftlichen Berufsgenossenschaft ‒ von vornherein nur Erwerbsimker. Der Versicherungspflicht unterfallen schließlich nur solche Unternehmen der Imkerei, die mindestens 100 Bienenvölker umfassen (§§ 1 Abs. 5 Satz 2 ALG, 2 Abs. 2 KVLG).

## Österreich
Der § 383 ABGB besagt, dass es den politischen (gemeint ist verwaltungsrechtlichen) Vorschriften zu entnehmen ist, wie der Honigraub durch fremde Bienen zu verhindern sei. Dieser seit 1812 unveränderten Regelung wurde bis heute nicht entsprochen, sondern es finden sich in den Landesbienenzuchtgesetzen über Raubbienen und Räuberei teilweise Bestimmungen.
Zum Beispiel nach § 5 OÖ. Bienenzuchtgesetz LGBl. Nr. 45/1983 idgF:
Abs.1)
hat der Halter des befallenen Bienenstandes die Ursachen des Befalles unverzüglich festzustellen und wenn sie im eigenen Bienenstand gelegen sind, zu beseitigen.
Abs.2)
Der Halter jenes Bienenstandes, von dem die Raubbienen kommen, hat
durch geeignete Maßnahmen die Fortsetzung der Räuberei zu verhindern.
Abs.3)
Ein Recht der Tötung von Raubbienen eines fremden Bienenstandes besteht nicht. Allfällige Schadenersatzansprüche sind zivilrechtlicher Natur.
Dass im Abs.1) der Halter des befallenen Bienenstands in die Pflicht genommen wird, ist, wenn auch wenig konkret, noch verständlich.
Für den Praktiker weniger verständlich ist der Absatz 2), der dem Halter des raubenden Bienenstandes geeignete Maßnahmen gegen die Fortsetzung der Räuberei aufträgt. Ist die Räuberei bereits in vollem Gange, so sind die zumutbaren und geeigneten Maßnahmen begrenzt. Eine Verbringung während der Flugzeit auf einen Platz außerhalb des Flugradius erscheint – abgesehen von der zeitlich nicht möglichen vorherigen Zuwanderungsanzeige – ebenso ungeeignet wie eine Dunkelhaft im Keller, zumal die aufgeregten Raubbienenstöcke beim Transport oder in der Dunkelhaft möglicherweise verbrausen und damit ein oder mehrere starke Völker für den Halter des Raubbienenstandes verloren sind. Bei einem Zuwarten bis zum Ende der Flugzeit kann es unter Umständen für den beraubten Bienenstock ohnehin zu spät sein. Meist werden nämlich die Suchbienen von stärkeren Völkern durch in der Nähe der Bienenstöcke angebotenen Honigresten in ausgeschleuderten Waben, Gefäßen oder Honigschleudern angelockt und berauben dann die schwächeren Bienenvölker.
Nur dann, wenn dem Halter des Raubbienenstockes ein Verschulden in Form eines Betreuungsfehlers (wie etwa die unterlassene unverzügliche Auffütterung nach dem Abschleudern) nachgewiesen werden sollte, wird er dem Halter der beraubten Bienen unter Umständen ersatzpflichtig, wobei ein allfälliges Mitverschulden des Halters der beraubten Bienen über dessen Einwand zu prüfen wäre.
Soweit überblickbar, hatte sich der Oberste Gerichtshof bisher mit einem derartigen Schadenersatzanspruch wegen einer „Räuberei“ noch nicht zu befassen. Die Erlangung von Schadenersatz wegen „Räuberei“ durch Fremdbienen erscheint im Regelfall sehr problematisch zu sein, weil der Beweis eines Verschuldens des Halters des „Räuberbienenstandes“ äußerst schwer zu erbringen sein wird. Für den überwiegenden Teil des Auftretens von Räuberei gilt aber der in Imkerkreisen anerkannte Satz: „Jeder Räuberei geht eine Eselei des Imkers voraus“.
§ 384 ABGB ordnet an, dass häusliche Bienenschwärme kein Gegenstand des freien Tierfanges sind. Der Bienenhalter kann den Bienenschwarm gegen Schadloshaltung auch auf Nachbargrundstücken binnen zweier Tage nach dessen Ausbruch aus dem Mutterstock verfolgen. Nach Verstreichen dieser Frist kann sich auf öffentlichem Grund jeder, auf Privatgrund nur der Grundstückseigentümer das Bienenvolk aneignen. Nimmt der Eigentümer des Bienenvolkes innerhalb der zweitägigen Frist die Verfolgung auf, so kann er diese insgesamt 42 Tage ab Schwarmabgang fortsetzen, um sich sein Eigentum zu erhalten.
In einer Entscheidung des Obersten Gerichtshofes aus dem Jahre 1921 (SZ 3/107) wurde festgehalten, dass die Schadloshaltung nur für durch das Betreten des Nachbargrundes an sich am Grundstück selbst verursachten Schaden gebührt. Ein anderweitiger Schaden ist nach den allgemeinen schadenersatzrechtlichen Regeln zu beurteilen.

### Monographien und Handbücher
- Karl Bälzer: Das Recht an Bienen. Zugleich ein Beitrag zur allgemeinen Lehre vom Recht an Tieren. Stuttgart 1891.
- Achim Gercke: Das Bienenrecht. Texte und Erläuterungen. 2. Auflage. Sankt Augustin 1991, ISBN 3-922898-04-1.
- Stefan Schulz: Die historische Entwicklung des Rechts an Bienen (§§ 961–964 BGB), Frankfurt am Main 1990, ISBN 3-631-42776-X (zugl. Dissertation Universität Hamburg 1989).
- Artur Schüßler: Deutsches Bienenrecht. Mannheim 1934.
- Josef Schwendner: Handbuch Bienenrecht. München 1989, ISBN 3-431-03050-5.

### Aufsätze
- Bälz, Gehören die Bienen in Deutschland zu den Haustieren?, in: Deutsche Juristen-Zeitung (DJZ) 1908, S. 415–416.
- Bendel/Mobis, Imkerei und Binnenfischerei im Baurecht, in: Agrarrecht (AgrarR) 1978, S. 66–67.
- Degen, Eine Frage aus dem Bienenrecht, in: Sächsisches Archiv für Rechtspflege 1916, S. 449–453.
- Dustmann, Zur botanischen Sortenbezeichnung des deutschen Honigs im DIB-Einheitsglas, in: Imkerfreund (IF) 1988, S. 492–494.
- Figge, Grundzüge des Bienenrechts, in: Recht der Landwirtschaft (RdL) 1953, S. 172–175.
- Gaisbauer, Der ausgezogene Bienenschwarm, in: Deutsche Wohnungswirtschaft (DWW) 1980, S. 250
- Gercke, Die rechtliche Bewertung der Bienen, in: Natur und Recht (NuR) 1991, S. 59–64.
- Kolligs, Das Bienenrecht nach den §§ 906-909 des Entwurfes des Bürgerlichen Gesetzbuches für das Deutsche Reich, in: Archiv für die civilistische Praxis (AcP) Bd. 74, S. 433–444.
- Küstler, Bienenhaltung und Recht, in: RdL 1983, S. 32–33.
- Lehnart, Ein Beitrag zum Bienenrecht, in: Juristische Rundschau (JR) 1929, S. 183–186.
- Martinek, Der Imker und sein Nachbar – Neue Perspektiven im imkerlichen Nachbar- und Haftungsrecht, in: Die Biene 1994, S. 584–590, 641–647
- Martinek, Der Zaun am Bienenstand – Zulässigkeit und Grenzen der Einfriedung von Bienenstöcken und Bienenhäusern im Außenbereich, in: RdL 1993, S. 78
- Rohde, Zur Haftung des Imkers als Tierhalter, in: Versicherungsrecht (VersR) 1968, S. 227–231.
- Schmaltz, Städtebaurecht und Landwirtschaft im Außenbereich, in: AgrarR 1975, S. 29 ff.
- Schwendner, Bienen und Baurecht, in: IF 1988, S. 150, 182, 232, 361–362, 499–500 sowie 1989, S. 27–28, 75–76
- Schwendner, Deliktsrecht – Schadensersatzansprüche des Imkers, in: IF 1987, S. 500 sowie 1988, S. 16, 62, 102–103
- Schwendner, Nachbarrecht, in: IF 1987, S. 140, 192, 247–248
- Schwendner, Schwarmrecht, in: IF 1987, S. 300, 341
- Schwendner, Tierhalterhaftung, in: IF 1987, S. 381–382, 416, 450, 499
- Schwendner, Zur Haftung des Bienenhalters für durch seine Bienen bewirkte Bienenbestäubung, in: AgrarR 1992, S. 337–339.
- Stollenwerk, Zur Problematik der Bienenhaltung in Wohngebieten, in: Verwaltungsrundschau (VR) 2010, S. 18–20.
- Strauß, Gesetzlicher Schutz für und gegen die Bienen, in: DJZ 1903, S. 367